# Рейтинг букмекеров
«Рейтинг Букмекеров» (сокращённо РБ, также РБ Спорт) —  спортивный сайт посвящённый игре на спортивных ставках, предлагающий варианты ставок от экспертов сайта. 
Сайт функционирует с 1 марта 2012 года. Доступен в восемь языковых версиях: английской, армянской, болгарской, бразильеро, итальянской, португальской,  русской и сербской версиях.

## Деятельность
Ресурс публикует прогнозы на различные спортивные события, рейтинг букмекерских контор, принимает жалобы на букмекеров, выступает арбитром в их спорах с клиентами, выпускает новости, бизнес-аналитику, интервью и прогнозы на спорт. Среди экспертов прогнозирующих результаты спортивных событий большое количество бывших спортсменов.
Сайт имеет новостную ленту и штат журналистов, информационные каналы редакции выходят под названием «РБ Спорт», спортивная аналитика под брендом «РБ Бизнес», новости автоспорта консолидированы в отдельном проекте «РБ Драйв».
В октябре 2024 года Андрей Кириленко, президент Российской Федерация Баскетбола, и Аскер Тхалиджоков, глава «РБ» заключили партнерское соглашение о сотрудничестве.
19 июня 2025 года на Петербургском международном экономическом форуме Минспорт России и «Рейтинг букмекеров» подписали меморандум о сотрудничестве в целях «продвижения здорового образа жизни, освещения спортивных успехов и формирование положительного имиджа российского спорта».

## Спонсорство и партнёрство
«Рейтинг Букмекеров» являлся или является информационным партнёром Федерации регби России, Федерации водного поло России, футбольных клубов «Спартак» Москва, «Сочи», ФК «Пари Нижний Новгород», ФК «Чайка» (Песчанокопское), баскетбольного клуба «Локомотив-Кубань» (Краснодар), регбийных клубов «Локомотив» (Пенза) и «Красный Яр», а также информационным партнером Самарской области в сегменте проведения спортивных мероприятий.

## Главные редакторы
- 1 марта 2012 ― 28 февраля 2019: Андрей Ткачук
- 1 марта 2019 ― н. в.: Андрей Бодров[10].

## Аналитические исследования букмекерского рынка России
В 2017 году Рейтинг букмекеров опубликовал собственное маркетинговое исследование индустрии ставок на спорт. Которое содержит анализ букмекерской отрасли России, её участников — компаний и клиентов, а также тенденций и проблем индустрии. Для отчёта портал заказал два социологических исследования — у «Аналитического центра Юрия Левады» и исследовательского холдинга «Ромир».
В отчёте представлены следующие цифры:
- объём российской букмекерской отрасли и её доля в мире;
- доход букмекерских компаний;
- количество игроков в России;
- доля легального и нелегального сегментов букмекерской отрасли;
- количество пунктов приёма ставок в России.

Согласно отчёту, на 2017 год индустрия ставок на спорт в России имела объём 677 миллиарда рублей (10,1 миллиарда долларов США) в год. Доход букмекеров от российского рынка равнялся 47 миллиардов рублей ($0,7 млрд) в год, что составляло 1,2 % от доходов мировой букмекерской отрасли. Был спрогнозирован рост объёма российской индустрии букмекерства до 1,4 триллиона рублей, включая нелегальный бизнес, в течение следующих 5 лет.
В 2021 году «Рейтинг букмекеров» опубликовал результаты исследования о склонности российских граждан к лудомании. Согласно этому исследованию, наибольший процент людей, страдающих от зависимости, среди тех, кто ставит на киберспорт. А также, что игроки-женщины в процентном соотношении больше подвержены зависимости, чем игроки-мужчины: 3,9 % от общего количества женщин, 46,9 % из которых не теряют контроля над ситуацией против 2 % и 53,8 % у мужчин.
В 2021 году согласно исследованию «РБ Бизнес» букмекерские компании потратят 4,5 миллиарда рублей на спортивное спонсорство в России. Самый крупный контракт — спонсорство КХЛ от «Фонбет» в размере 400 миллиона рублей.
В ноябре 2022 был запущен совместный контентно-аналитический проект «Рейтинга Букмекеров» на сайте Ведомости.Спорт о букмекерской индустрии.

## Премия РБ
В 2018 году Рейтинг букмекеров представил Премию РБ — международную награду в области спорта и букмекерства. Вручение наград происходит по 28 номинациям.
В 2021 году букмекером года стала компания «Фонбет», спортсменом года — Артем Дзюба.
В 2022 году Премия РБ прошла во Дворце гимнастики Ирины Винер-Усмановой, букмекером года второй год подряд стала «Фонбет», спортсменом года Дина Аверина.

## Блокировки Роскомнадзором
В 2016 году «Рейтинг Букмекеров» дважды попадал в реестр запрещённых сайтов Роскомнадзора по причине наличия ссылок на онлайн-букмекеров, которые принимали ставки у россиян без лицензии ФНС РФ. Осенью того же года сайт исчез из реестра и был разблокирован.

## Награды
- Betting Awards 2015 — победитель в номинации «Лучший интернет-портал о букмекерстве»[21]
- Betting Awards 2016 — победитель в номинации «Лучший интернет-портал о букмекерстве»[22]
- iGB Affiliate Awards 2017 — участник шорт-листа в номинации «Лучший аффилиат-сайт на иностранном языке»[23]
- Премия «Рунета 2017» — участник шорт-листа в номинации «Здоровье и досуг»[24]
- Премия «Рунета 2018» — победитель в номинации «Медиа и досуг»[25]
- Премия «Золотой сайт 2018» — спецприз в номинации «Лучший сайт для потребителей (b2c)»[26]
- Премия «Золотое приложение 2021» — спецприз от оргкомитета[27]